# Consell
Consell es una localidad y municipio español de la provincia y comunidad autónoma de Islas Baleares. Situado en la isla de Mallorca. El municipio limita con los municipios de Binisalem, Santa Eugenia, Santa María del Camino y Alaró.

## Toponimia
Según Pancracio Celdrán, el topónimo «Consell» procede del latín concillium, entendido como concejo o ayuntamiento.

## Demografía
El municipio tiene una superficie de 13.70 km2. En 2022 tenía una población de 4230 habitantes y una densidad de 308.75 hab/km2.
| Gráfica de evolución demográfica de Consell entre 1930ª y 2021 |
| |
| ª Entre el censo de 1930 y el anterior, aparece este municipio porque se segrega del municipio 07001 (Alaró) Población de derecho según los censos de población del INE. Población de hecho según los censos de población del INE. |

| Gráfica de evolución demográfica de Consell entre 1998 y 2022 |
|                                                               |
| Población a 1 de enero según el padrón municipal del INE.     |

## Lugares de interés

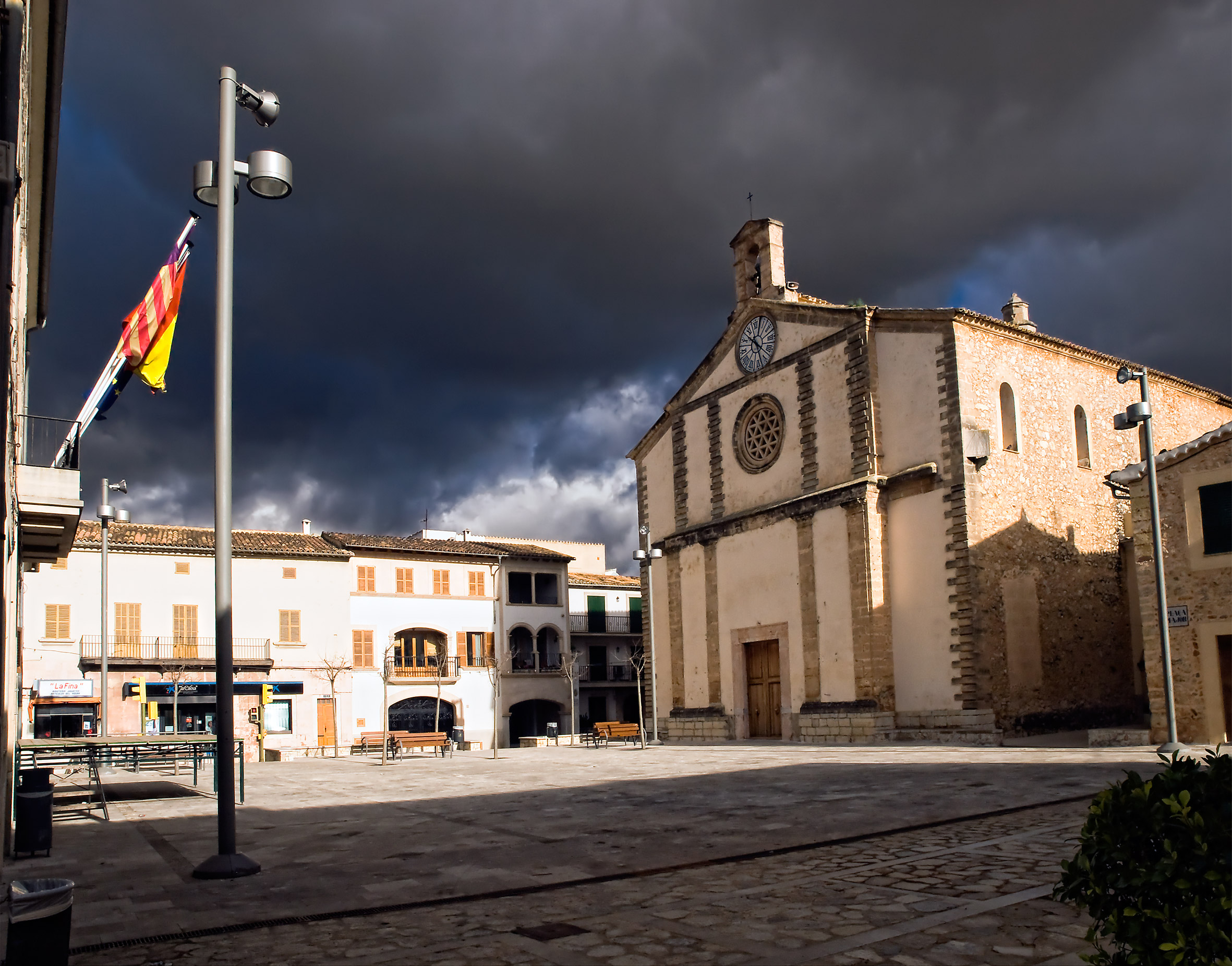
Plaza Mayor e iglesia de la Visitación.

El Ayuntamiento se sitúa en la plaza Mayor. Es un edificio funcionalista, que también emplea soluciones de la arquitectura tradicional. En 1932, el arquitecto Guillem Forteza Piña lo proyecta como escuela graduada. Se trata de una construcción de tres plantas con la cubierta de doble vertiente y con la fachada recubierta de piezas irregulares de piedra viva.
La iglesia de Nuestra Señora de la Visitación es, sin duda, el edificio más emblemático de Consell. Situada en la plaza Mayor, es representativa de una tendencia artística de transición conocida con el nombre de premodernismo y que se caracteriza por introducir dentro de un edificio, estructuralmente historicista, una serie de elementos propios de los repertorios modernistas. Presenta planta basilical, de una sola nave, con ocho capillas laterales, cuatro a cada lado, tiene un transepto inscrito y un ábside semicircular. 
Cada año se reúnen cientos de moteros en consell para hacer la famosa ruta "todo recto" en su gran recta. Aposta están los semáforos para que no aceleren a fondo en las bajadas de la "recta". 

## Fiestas
Las fiestas de San Bartolomé son las fiestas del pueblo, se celebran el 24 de agosto. El inicio de esta festividad se remonta al año 1720 cuando en Consell se hacía una gran fiesta para celebrar que la iglesia había sido ascendida a la categoría de "vucaria in capite". Dentro de los actos de las fiestas de San Bartolomé de Consell destacan el multitudinario "sopar a la fresca", en dónde los vecinos de cada calle se reúnen en su calle a cenar juntos, y la Noche de los Playback 's. Estas fiestas patronales son muy seguidas y queridas, no solo por consellers, sino que también son muchos los visitantes que disfrutan de la fiesta.
Consell también celebra la fiesta de San Antonio Abad el 17 de enero. Esta fiesta es típica en otros pueblos de las Islas como La Puebla, Manacor o Artá donde hacen la gran noche de verbena de San Antonio día 16, pero en Consell el día grande es el día 17 donde se hacen las tradicionales "beneïdes" y luego el Carnaval de San Antonio. Carrozas y comparsas llenan las calles de la villa de color y fiesta.

## Ferias
La feria de Consell se celebra el mes de octubre, concretamente el primer domingo después de San Lucas (18 de octubre). También se lleva a cabo una feria nocturna durante las fiestas de San Bartolomé.

## Mercado
El mercado se celebra cada jueves en la plaza Mayor por la mañana, de las ocho a las dos. También, cada domingo, se puede encontrar en el polígono industrial del municipio el Mercado de los encantos, donde se ponen a la venta objetos de segunda mano.